# Sin Wai Kin
 (mars 2021).
La mise en forme du texte ne suit pas les recommandations de Wikipédia : il faut le « wikifier ».
Les points d'amélioration suivants sont les cas les plus fréquents :
- Les titres sont pré-formatés par le logiciel. Ils ne sont ni en capitales, ni en gras.
- Le texte ne doit pas être écrit en capitales (les noms de famille non plus), ni en gras, ni en italique, ni en « petit »…
- Le gras n'est utilisé que pour surligner le titre de l'article dans l'introduction, une seule fois.
- L'italique est rarement utilisé : mots en langue étrangère, titres d'œuvres, noms de bateaux, etc.
- Les citations ne sont pas en italique mais en corps de texte normal. Elles sont entourées par des guillemets français : « et ».
- Les listes à puces sont à éviter, des paragraphes rédigés étant largement préférés. Les tableaux sont à réserver à la présentation de données structurées (résultats, etc.).
- Les appels de note de bas de page (petits chiffres en exposant, introduits par l'outil «  Source ») sont à placer entre la fin de phrase et le point final[comme ça].
- Les liens internes (vers d'autres articles de Wikipédia) sont à choisir avec parcimonie. Créez des liens vers des articles approfondissant le sujet. Les termes génériques sans rapport avec le sujet sont à éviter, ainsi que les répétitions de liens vers un même terme.
- Les liens externes sont à placer uniquement dans une section « Liens externes », à la fin de l'article. Ces liens sont à choisir avec parcimonie suivant les règles définies. Si un lien sert de source à l'article, son insertion dans le texte est à faire par les notes de bas de page.
- La présentation des références doit suivre les conventions bibliographiques. Il est recommandé d'utiliser les modèles {{Ouvrage}}, {{Chapitre}}, {{Article}}, {{Lien web}} et/ou {{Bibliographie}}. Le mode d'édition visuel peut mettre en forme automatiquement les références.
- Insérer une infobox (cadre d'informations à droite) n'est pas obligatoire pour parachever la mise en page.

Pour une aide détaillée, merci de consulter Aide:Wikification.
Si vous pensez que ces points ont été résolus, vous pouvez retirer ce bandeau et améliorer la mise en forme d'un autre article.
Sin Wai Kin (anciennement Victoria Sin), née en 1991, est une artiste visuelle canadienne qui utilise « la fiction spéculative dans la performance de drag, l'image en mouvement, l'écriture et l'imprimé pour refigurer les attitudes envers le genre, la sexualité et les discours historiques sur l'identité ». Elle est connue pour ses performances en immersion et leur travail drag, des pratiques qu'elle utilise pour « interrompre les processus normatifs de désir, d'identification et d'objectivation ».

## Jeunesse
Née à Toronto, en Ontario, Sin Wai Kin a déménagé à Londres en 2009. Elle a étudié le dessin au Camberwell College of Arts avant de poursuivre des études de maîtrise en impression au Royal College of Art en 2017. Sin Wai Kin s'est intéressée au drag pour la première fois à l'âge de 17 ans en visitant des bars gays et fréquentant les soirées drag avec ses amis. Peu de temps après avoir déménagé à Londres en 2009, Sin Wai Kin s'est investie dans la scène créative queer, en organisant des soirées en club avec des amis et en commençant à expérimenter le drag. C'est en jouant avec le drag et en déconstruisant le genre que Sin Wai Kin a réalisé qu'elle était non-binaire.

## Carrière
En 2020, Sin Wai Kin a co-écrit et chanté sur The Th1ng, un single de Yaeji tiré de l'album 'WHAT WE DREW 우리 가 그려 왔던'.
En 2019, Sin Wai Kin a interprété ses pièces A View From Elsewhere et If I had the words to tell you we wouldn't be here now dans le cadre de la 58e Biennale de Venise,. Elle a également figuré dans Kiss My Genders à la Hayward Gallery, une exposition comprenant le travail de « plus de 30 artistes internationaux dont le travail explore l'identité de genre ».
En 2018, Sin Wai Kin s'est produite dans le cadre du programme Park Nights au Serpentine Pavilion. La performance, intitulée The sky as an image, an image as a net, a été décrite comme « une ballade d'incarnation, de désir et de transformation, utilisant la poésie, le drag, la science-fiction et une bande originale de Shy One ». Elle a également récemment fait des performances et exposé à la Hayward Gallery,à Sotheby's S 2, au centre d'art contemporain de Taipei, à Whitechapel Gallery,,, à l'Institute of Contemporary Arts et au Musée RISD. Son travail a également été inclus dans l'exposition Age of You, au Musée d'art contemporain de Toronto en 2019.
En 2017, Sin Wai Kin a reçu le prix du jeune talent contemporain de la collection Ingram.

## Œuvre
Les nombreux projets de Sin Wai Kin reposent sur la performance, la vidéo, le dessin, l'édition de zines, ou encore l'écriture de courts textes de fiction spéculative. Son travail a été montré en de nombreux lieux (palais de Tokyo, Tate Modern, Art Basel, Serpentine Gallery, musée d'art contemporain de Zagreb, Sotheby's, Biennale de Venise, entre autres) et a été plusieurs fois récompensé.
Le travail de Sin Wai Kin s'inspire de nombreuses influences esthétiques références esthétiques allant de Jessica Rabbit à Marilyn Monroe. Sa pratique du drag déstabilise les notions essentialistes et binaires du genre en insistant sur sa nature performative. De plus, selon ses propres mots, sa pratique du drag est un mécanisme d'« autorisation » et de prise de place dans des espaces à prédominance masculine et blanche.
À travers sa pratique, Sin Wai Kin critique la représentation de la féminité, les normes de beauté occidentales et « l'identification avec l'imagerie sexuée et racée et la façon dont celle-ci investit les corps ». Ces thèmes sont visibles dans la série de lingettes de maquillage usagées de Sin Wai Kin, qui deviennent « une relique de la performance ou du travail accompli ce soir-là ».
Sin Wai Kin est également connue pour ses recherches sur la fiction spéculative comme lieu d'émergence et de représentation de l'expérience queer et intersectionnelle. Cela est manifeste notamment dans son projet Dream Babes, une série d'événements, de performances et de publications en cours. Elle s'intéresse particulièrement à la narration en tant que manière collective de raconter les expériences des personnes marginalisées et à l'utilisation de « la science-fiction comme moyen de visualiser des récits et des structures sociales alternatifs à ceux de notre propre contexte social ».
En mars 2021, Sin Wai Kin annonce la mise en retrait de son personnage "Victoria Sin". L'annonce est faite par l'intermédiaire de la revue digitale NOWNESS qui lui consacre le premier épisode d'une série commissionnée par Art Basel.
Une fiction de Sin Wai Kin est publiée par les éditions Gallimard dans La Nouvelle Revue française de mai 2021. Dans ce texte, présenté comme une « inquiétante mais délicieuse épopée », Sin Wai Kin tisse une forme de désir interspécifique érigé en principe de la vie végétale et animale.